# Pteropus lombocensis
Pteropus lombocensis (Крилан Ломбока) — вид рукокрилих, родини Криланових.

## Поширення, поведінка
Країни поширення: Індонезія, Східний Тимор — острови Lombok, Sumbawa, Komodo, Flores, Lomblen, Pantar, Alor, Timor. Цей вид мало відомий. Був зібраний з мангових плантацій. Середовищем проживання, швидше за все, є рівнинні тропічні ліси.